# Inno e Marcia Pontificale
Inno e Marcia Pontificale (Hymne et Marche Pontificale) est l'hymne national et pontifical (on trouve aussi hymne papal) du Vatican.
Il s'agit du seul hymne national du monde à être chanté dans une langue ancienne, le latin (langue officielle de l'Église catholique romaine).

## Historique
Composée par Charles Gounod (1818-1893) pour le jubilé sacerdotal du pape Pie IX, la Marche pontificale fut exécutée pour la première fois le 11 avril 1869, sur le parvis de la basilique Saint-Pierre, par 7 fanfares militaires, en présence du souverain pontife.
À l'occasion de l'année sainte 1950, le pape Pie XII décida que cette marche deviendrait l'hymne officiel de l'État de la Cité du Vatican (le Saint-Siège), en remplacement de la Gran Marcia Trionfale. Sa première exécution comme hymne pontifical eut lieu le 24 décembre 1949.

## Paroles

### Version de Raffaello Lavagna
O Roma felix - O Roma nobilis.

Sedes es Petri, qui Romae effudit sanguinem,

Petri, cui claves datae sunt regni caelorum.

Pontifex, Tu successor es Petri;

Pontifex, Tu magister es tuos confirmas fratres;

Pontifex, Tu qui Servus servorum Dei,

hominumque piscator, pastor es gregis,

ligans caelum et terram.

Pontifex, Tu Christi es vicarius super terram,

rupes inter fluctus, Tu es pharus in tenebris;

Tu pacis es vindex, Tu es unitatis custos,

vigil libertatis defensor; in Te potestas.

Tu Pontifex, firma es petra, et super petram hanc aedificata est Ecclesia Dei.

O felix Roma - O Roma nobilis.

### Version d'Evaristo D'Anversa
Roma, alma parens, Sanctorum Martyrumque,

Nobile carmen, te decete, sonorumque,

Gloria in excelsis, paternae maiestati

Pax et in terra  fraternae caritati 

Ad te clamamus, Angelicum pastorem:

Quam vere refers, Tu mitem Redemptorem!

Magister Sanctum, custodis dogma Christi,

Quod unun vitae, solamen datur isti.

Non praevalebunt horrendae portae infernae,

Sed vis amoris veritatisque aeternae.

Salve, Roma!

In te aeterna stat historia,

Inclyta, fulgent gloria

Monumenta tot et arae.

Roma Petri et Pauli,

Cunctis mater tu redemptis,

Lumen cunctae in facie gentis

Mundique sola spes!

Salve, Roma!

Cuius lux occasum nescit,

Splendet, incandescit,

Et iniquo oppilat os.

Pater Beatissime,

Annos Petri attinge, excede

Unum, quaesumus, concede:

Tu nobis benedic.